# Внутренний Проход

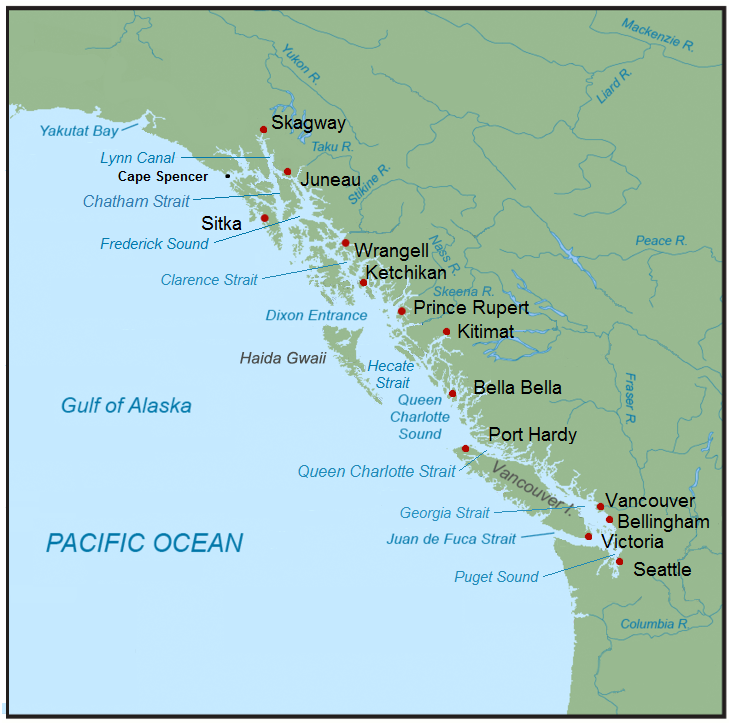
Главные водные пути и порты Внутреннего Прохода.

Внутренний водный путь (англ. Inside Passage, фр. Passage Intérieur) — сеть прибрежных маршрутов для морских судов на северо-западе Северной Америки, проходящий между островами и тихоокеанским побережьем США и Канады. Маршруты проходят вдоль юго-востока Аляски (США) через запад Британской Колумбии (Канада), до северо-запада штата Вашингтон (США). Суда, используя проход, могут избежать штормов и плохих погодных условий открытого океана, а также заходить в многочисленные изолированные сообщества вдоль маршрута. По Внутреннему проходу интенсивно курсируют круизные, рыболовные и грузовые суда, буксиры с баржами, паромы компаний Alaska Marine Highway, BC Ferries и Washington State Ferries.